# Isidore Garnier
Pour les articles homonymes, voir Garnier.
Isidore Théodule Garnier, né le 3 décembre 1816 à La Chaussée-sur-Marne (Marne) et mort le 18 novembre 1892 dans le 8e arrondissement de Paris, est un général de division français, grand-croix de la Légion d'honneur.
Officier sorti du rang, il se distingue durant la conquête de l'Algérie puis au commandement du bataillon de chasseurs à pied de la Garde impériale lors de la guerre de Crimée, où il est blessé à la bataille de Malakoff en juin 1855. Colonel, il commande un régiment durant l'expédition du Mexique, est blessé devant Puebla en mars 1863, puis, général, il est à la tête d'une brigade de la Garde impériale lors de guerre de 1870 et d'une division de l'armée versaillaise au cours de la répression de la Commune de Paris. Il termine sa carrière au commandement d'un corps d'armée.

## Biographie

### Famille
Il est le fils de Jean Baptiste Louis Garnier, lieutenant, et de Marie Julie Jolly. Il épouse en 1869, Joséphine Louise Lebaudy (1840-1903) avec qui il a un fils, Louis Joseph Théodule Garnier né en 1870.

### Conquête de l'Algérie (1842-1848)
Engagé volontaire comme simple soldat au 19e régiment d'infanterie légère en 1834, il sort rapidement du rang. Devenu sous-officier dès 1835, il est promu sous-lieutenant en 1840 puis part pour l'Algérie où il sert de 1842 à 1848. 
Lieutenant en 1843, il est blessé d'un coup de feu à la jambe droite au combat de Djidjelly en octobre 1846. Il est nommé chevalier de la Légion d'honneur en août 1847 et promu capitaine en 1848.

### Guerre de Crimée (1854-1856)
Il participe ensuite à la campagne de Crimée. Chef de bataillon en 1854, il commande en 1855 le 5e bataillon de chasseurs à pied et se distingue lors de l'attaque infructueuse de la tour de Malakoff le 18 juin 1855 au cours de laquelle il est blessé six fois. Il est cité à l'ordre de l'armée et promu officier de la Légion d'honneur le 25 juin. En septembre, il prend le commandement du bataillon à pied de la Garde impériale de l'armée de Crimée.

### Expédition du Mexique (1862-1865)
Il est promu lieutenant-colonel en 1857 puis colonel en 1860. A la tête du 51e RI en 1862, il se distingue à plusieurs reprises durant la guerre du Mexique, entre décembre 1862 et décembre 1865, où son régiment voit son drapeau décoré de la croix de la Légion d'honneur. Il est lui-même gravement blessé d'un coup de biscaïen devant Puebla en mars 1863 ; il est fait commandeur de la Légion d'honneur en juin et nommé  général de brigade le 16 décembre 1865.

### Guerre de 1870
Commandant de la 2e brigade de voltigeurs de la Garde impériale, il sert durant la  guerre de 1870 à l'armée du Rhin commandée par le maréchal Bazaine. Deux fois blessé durant la campagne, à la bataille de Saint-Privat puis au combat de la fermes des Tappes, promu général de division le 27 octobre 1870, il est fait prisonnier après la capitulation de Metz le 28 octobre.

### Armée versaillaise (1871)
Il est libéré en mars 1871 et prend la tête d'une division de l'armée versaillaise durant le siège de la Commune de Paris.

### Commandant de corps d'armée
Il est ensuite placé à la tête de la 8e DI de 1874 à 1877, élevé à la dignité de grand officier de la Légion d'honneur, puis reçoit le commandement du 8e corps d'armée à Bourges 
de 1878 à 1880.

### Dernières années
Placé en disponibilité en 1880, il est élevé à la dignité de grand-croix de la Légion d'honneur le 24 octobre 1881.
Admis à la retraite en février 1882, avec 48 ans de service effectif, dix-huit campagnes, huit blessures, et cinq citations à l'ordre de l'armée, il laisse le renom d'un brave soldat et d'un chef intelligent et plein de décision. 
Il meurt le 18 novembre 1892 à Paris. Ses obsèques sont célébrées à Saint-Augustin et son corps inhumé dans sa commune natale.

## Décorations
- Grand-croix de la Légion d'honneur (24 octobre 1881)
  - Grand officier le 18 juillet 1876
  - Commandeur le 1er juin 1863
  - Officier le 25 juin 1855
  - Chevalier le 8 août 1847

### Sources contemporaines
- Nécrologie : Le général Garnier, dans la Revue de Champagne et de Brie, Arcis-sur-Aube, 1892, t.5, pp.111-113.Lire en ligne.

- Nécrologie : Le général Garnier, dans La nouvelle revue, 1892, pp. 804-807.Lire en ligne.

### Sources modernes
- Michel Wattel et Béatrice Wattel (préf. André Damien), « Garnier, Isidore Théodule » in  Les Grand’Croix de la Légion d’honneur : De 1805 à nos jours, titulaires français et étrangers, Paris, Archives et Culture, 2009, 701 p. (ISBN 978-2-35077-135-9).